# Keuken van het Midden-Oosten
De keuken van het Midden-Oosten omvat de keukens van landen in Zuidwest-Azië en tevens van Noord-Afrika. De keukens hier worden voornamelijk beïnvloed door de islam, met plaatselijke invloeden van christendom en jodendom.

## Ingrediënten
- Sumak
- honing
- kikkererwten
- munt
- peterselie
- schaap
- pitta en andere platte broden
- sesamzaad

## Lokale keukens
Volgens de brede interpretatie van het Midden-Oosten met inbegrip van de Zuidelijke Kaukasus.
- Armeense keuken
- Azerbeidzjaanse keuken
- Egyptische keuken/Oud-Egyptische keuken
- Georgische keuken
- Irakese keuken
- Israëlische keuken
- Libanese keuken
- Marokkaanse keuken
- Perzische keuken
- Turkse keuken
- Aramese keuken